# Karel Hoffmeister
Karel Hoffmeister (Liblice, 26 septembre 1868 – Hluboká nad Vltavou, 23 septembre 1952) est un pianiste, professeur de piano, pédagogue et musicologue tchécoslovaque. Il est également connu pour ses ouvrages biographiques ayant pour sujet de grands compositeurs.

## Biographie
Karel Hoffmeister étudie la musique à Prague, avec Josef Klička, l'orgue avec Karel Knittl et le piano avec Jindřich Kàan z Albestů.
Il enseigne ensuite en 1891 à l'école de musique de Ljubljana et après 1898 au Conservatoire de Prague. Il joue dans le Trio tchèque au tournant du siècle, avant de céder sa place à un de ses élèves, Josef Páleníček. Il y est professeur de théorie et d'histoire de la musique dès 1902. De 1920 jusque 1939, il est directeur d'une classe de maître. Dès 1923, il est recteur du Conservatoire de Prague. Parmi ses étudiants figurent Josef Páleníček, Vilém Petrželka, František Rauch, Otakar Vondrovic, Miroslav Klega, Jindřich Jindřich et Oskar Moravec.

## Écrits
En tant que musicologue il est l'auteur de monographies sur la vie et l'œuvre de grands musiciens tchèques : Antonín Dvořák, Bedřich Smetana et Jan Kubelík ; et une sur Bach.